# Ниутао

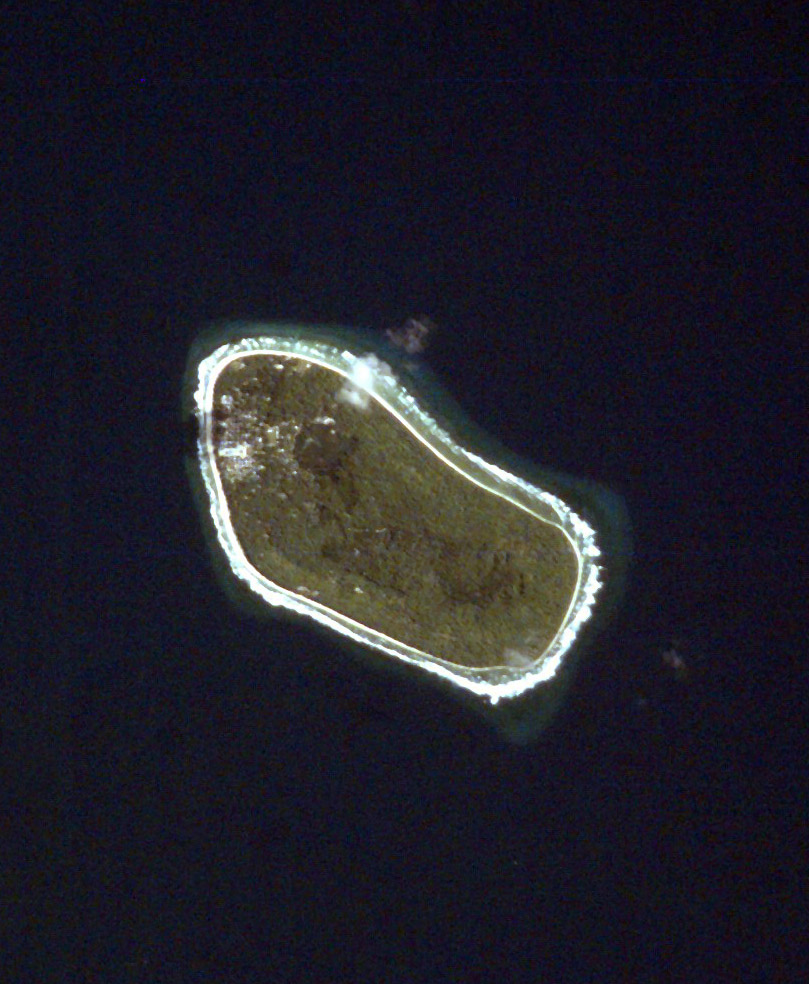
Атолл Ниутао (вид из космоса).

Ниутао (англ. Niutao) — коралловый остров, расположенный на северо-западе группы островов Тувалу. Административно-территориальная единица (островной совет) государства Тувалу.

## География
Остров имеет форму овала, вытянутого по горизонтали. Длина Ниутао около 1,6 км. Есть много сухой растительности и небольшое количество дикорастущего мангрового дерева. Весь остров находится в окружении кораллового рифа.

## История
Ниутао был открыт в 1825 году капитаном китобойного судна Обедом Старбаком.

## Население
Население по данным 2002 года составляло 663 человека. Поселения — деревни Кулиа (224 чел.) и Теава (439 чел.).

## Транспорт
Транспорт использует сеть просёлочных дорог (ни железных дорог, ни аэропортов нет).